# Денверс, Генри

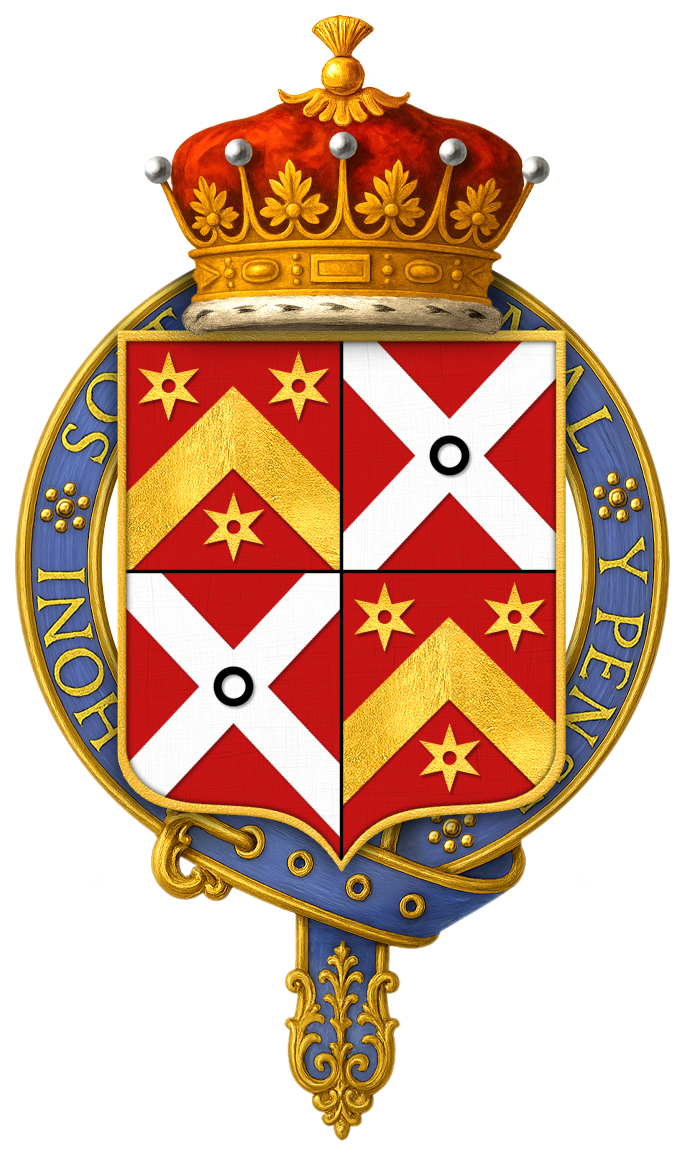
Герб Генри Денверса, 1-го графа Данби

Генри Денверс, 1-й граф Данби (англ. Henry Danvers, 1st Earl of Danby; 28 июня 1573 — 20 января 1643) — английский государственный деятель и военачальник. Член Тайного Совета Англии. Кавалер ордена Подвязки.

## Биография
В молодости служил в свите Филипа Сидни, которого сопровождал в странах континентальной Европы, и, вероятно, присутствовал при сражении у Зутфена в 1586 году.
Военную карьеру начал после смерти своего хозяина в Нидерландах, где служил добровольцем под командование Морица, графа Нассаусского, впоследствии принца Оранского, в отряде, посланном английской королевой Елизаветой I на помощь французскому королю Генриху IV. Мориц, граф Нассаусский назначил его в 18-летнем возрасте командовать ротой пехоты.
В 1591 году он принимал участие в осаде Руана, за храбрость и отличия там фаворитом королевы и командующим Робертом Деверё, 2-м графом Эссексом был посвящен в рыцари.
Участник англо-испанской войны (1585—1604). В 1597 году под командованием Чарльза Ховарда, 1-го графа Ноттингема, при поддержке со стороны голландцев Соединенных провинций, в чине капитана участвовал в захвате испанского города Кадис.
В 1607 году был назначен лордом-президентом ирландской провинции Манстер, служил на этом посту до 1615 года.
С 1613 года был хранителем Сент-Джеймсского дворца.
При вступлении на престол Якова I Генри Денверс был возведён в звание пэра с титулом барона Дантезей, а при короле Англии Карле I ему был дан титул графа Данби.
Он передал в дар Оксфордскому университету пять акров земли, на которых позже был устроен ботанический сад, основал госпиталь и школу в Малмсбери, в родном его графстве Вильтшир.